# Le Muy (tổng)
Tổng Muy là một tổng thuộc tỉnh Var trong vùng Provence-Alpes-Côte d'Azur.

## Địa lý
Tổng này được tổ chức xung quanh Muy trong quận Draguignan. Cao độ vùng này từ 0 m (Puget-sur-Argens) đến 561 m (Le Muy) với độ cao trung bình 18 m.

## Các xã
Le canton du Muy gồm 3 xã với dân số tổng cộng 25 543 người (điều tra dân số năm 1999, dân số không tính trùng).
| Xã                    | Dân số | Mã bưu chính | Mã insee |
| --------------------- | ------ | ------------ | -------- |
| Le Muy                | 7 826  | 83490        | 83086    |
| Puget-sur-Argens      | 6 368  | 83480        | 83099    |
| Roquebrune-sur-Argens | 11 349 | 83520        | 83107    |

## Thông tin nhân khẩu
| 1962                                                     | 1968   | 1975   | 1982   | 1990   | 1999   |
| -------------------------------------------------------- | ------ | ------ | ------ | ------ | ------ |
| 8 668                                                    | 10 551 | 13 170 | 16 252 | 23 502 | 25 543 |
| Nombre retenu à partir de 1962 : dân số không tính trùng |        |        |        |        |        |